# (4346) Whitney
(4346) Whitney est un astéroïde de la ceinture principale.

## Description
(4346) Whitney est un astéroïde de la ceinture principale. Il fut découvert le 23 février 1988 à Siding Spring par Andrew J. Noymer. Il présente une orbite caractérisée par un demi-grand axe de 3,02 UA, une excentricité de 0,09 et une inclinaison de 10,2° par rapport à l'écliptique.

## Compléments